# 崔为磊
崔为磊（1973年9月—），男，山东日照人，中华人民共和国外交官，现任中华人民共和国驻新潟总领事。

## 生平
崔为磊毕业于上海外国语大学西班牙语专业。1996年，进入中华人民共和国外交部工作，先后在外交部拉丁美洲和加勒比司、驻阿根廷大使馆、驻古巴大使馆任职。后任驻赤道几内亚大使馆政务参赞。2017年，任外交部拉丁美洲和加勒比司参赞兼处长。2018年，职级升为副司级。2019年，兼任二级巡视员。2021年，挂职福建省漳州市副市长。2023年2月，回任外交部拉丁美洲和加勒比司参赞。2023年9月，出任中华人民共和国驻新潟总领事。